# Allées Paul-Sabatier
Les allées Paul-Sabatier (en occitan : alèas Pau Sabatièr) sont une voie de Toulouse, chef-lieu de la région Occitanie, dans le Midi de la France. 

## Situation et accès

### Description
Les allées Paul-Sabatier sont une voie publique. Elles se situent à la limite des quartiers Dupuy, au nord, et Monplaisir, au sud.

### Voies rencontrées
Les allées Paul-Sabatier rencontrent les voies suivantes, dans l'ordre des numéros croissants (« g » indique que la rue se situe à gauche, « d » à droite) :
1. Square Boulingrin
2. Rue des Potiers (g)
3. Rue de Valenciennes (d)
4. Port Saint-Sauveur
5. Place Olin-Châtelet

### Transports
Les allées Paul-Sabatier abritent le terminus de la ligne de bus 66. Sur les allées Frédéric-Mistral et Serge-Ravanel se trouvent également les arrêts des lignes de Linéo L9 et de bus 44. 
Il existe une station de vélos en libre-service VélôToulouse, la station no 100 (16 allée Paul-Sabatier).

## Odonymie
En 1752, lors de son aménagement, l'allée reçut naturellement le nom d'allée du Canal, puisqu'elle conduisait du Boulingrin au canal du Midi et aux ports Saint-Étienne et Saint-Sauveur. En 1794, pendant la Révolution française, on lui donna le nom d'allée du Génie, mais il ne subsista pas. En 1806, la municipalité lui attribua le nom d'allée des Zéphirs : dans le même temps, l'allée voisine prenait le nom d'allée des Soupirs. Finalement, en 1942, on lui donna le nom de Paul Sabatier, quelques mois seulement après sa mort.

## Patrimoine et lieux d'intérêt
- no  1 bis : immeuble (1881)[6].

- no  11 : maison Batignes-Sabatier.
La maison, de style éclectique, est construite en 1882 pour M. Batignes. Elle passe ensuite à Paul Sabatier qui la fait surélever en 1889, puis agrandir en 1908, sur des plans de l'architecte Jules Calbairac. La façade sur l'allée Paul-Sabatier se développe sur huit travées et quatre niveaux (un sous-sol semi-enterré, un rez-de-chaussée surélevé, un étage et un niveau de comble). Elle est dissymétrique : en effet, les deux travées de droite correspondent à l'extension réalisée en 1908. Le sous-sol, percé de petites fenêtres segmentaires, est mis en valeur par un appareil à bossages. Au rez-de-chaussée et à l'étage, les fenêtres sont rectangulaires ; celles du rez-de-chaussée ont des balconnets en pierre et des garde-corps en fonte, celles de l'étage ont de simples garde-corps, également en fonte ; elles ont toutes des lambrequins en fonte. La porte concentre le décor : elle est surmontée par un oculus encadré de petits pilastres qui soutiennent un fronton curviligne. L'élévation est couronnée par une large corniche moulurée. Le niveau de comble est éclairé par portant deux lucarnes[7].

- no  13 : immeuble (deuxième moitié du XIXe siècle)[8].

- no  16 : immeuble Andrau-Berty-Cazelles. 
L'immeuble est construit en 1955 par les architectes Louis Andrau, Louis Berty et Louis Cazelles. Il occupe une vaste parcelle à l'angle du port Saint-Sauveur (actuel no 15), occupée depuis 1836 par la gare des accélérés, dont sont conservées en rez-de-chaussée les arcades qui ouvrent sur le canal du Midi. L'immeuble se compose de deux corps de bâtiment : un de quatre étages et l'autre de huit[9].
- Grand Rond

## Personnalité
- Paul Sabatier (1854-1941) : chimiste, prix Nobel en 1912, il avait son domicile le long de l'allée des Zéphirs (actuel no 11).